# North-East Frontier Agency

Das Gebiet der North East Frontier Agency 1961, kurz vor dem Indisch-Chinesischen Grenzkrieg

Die North-East Frontier Agency (NEFA, „Nordöstliche Grenz-Behörde“) war von 1951 bis 1972 die Bezeichnung für eine Behörde bzw. das von ihr verwaltete Territorium im Nordosten des heutigen Indien. Die NEFA entstand 1951 durch Umbenennung der North-East Frontier Tracts (NEFT, „Nordöstliche Grenzgebiete“), die zur Zeit Britisch-Indiens 1914 gebildet worden waren. 1972 wurde die NEFA in ein Unionsterritorium mit dem neuen Namen „Arunachal Pradesh“ umgewandelt. Seit 1987 hat Arunachal Pradesh den Status einen indischen Bundesstaats. Der völkerrechtliche Status des Gebiets ist bis heute umstritten. Die Volksrepublik China erhebt Anspruch auf große Teile des Gebiets.

## Geschichte

### Zur Zeit Britisch-Indiens 1914–1947

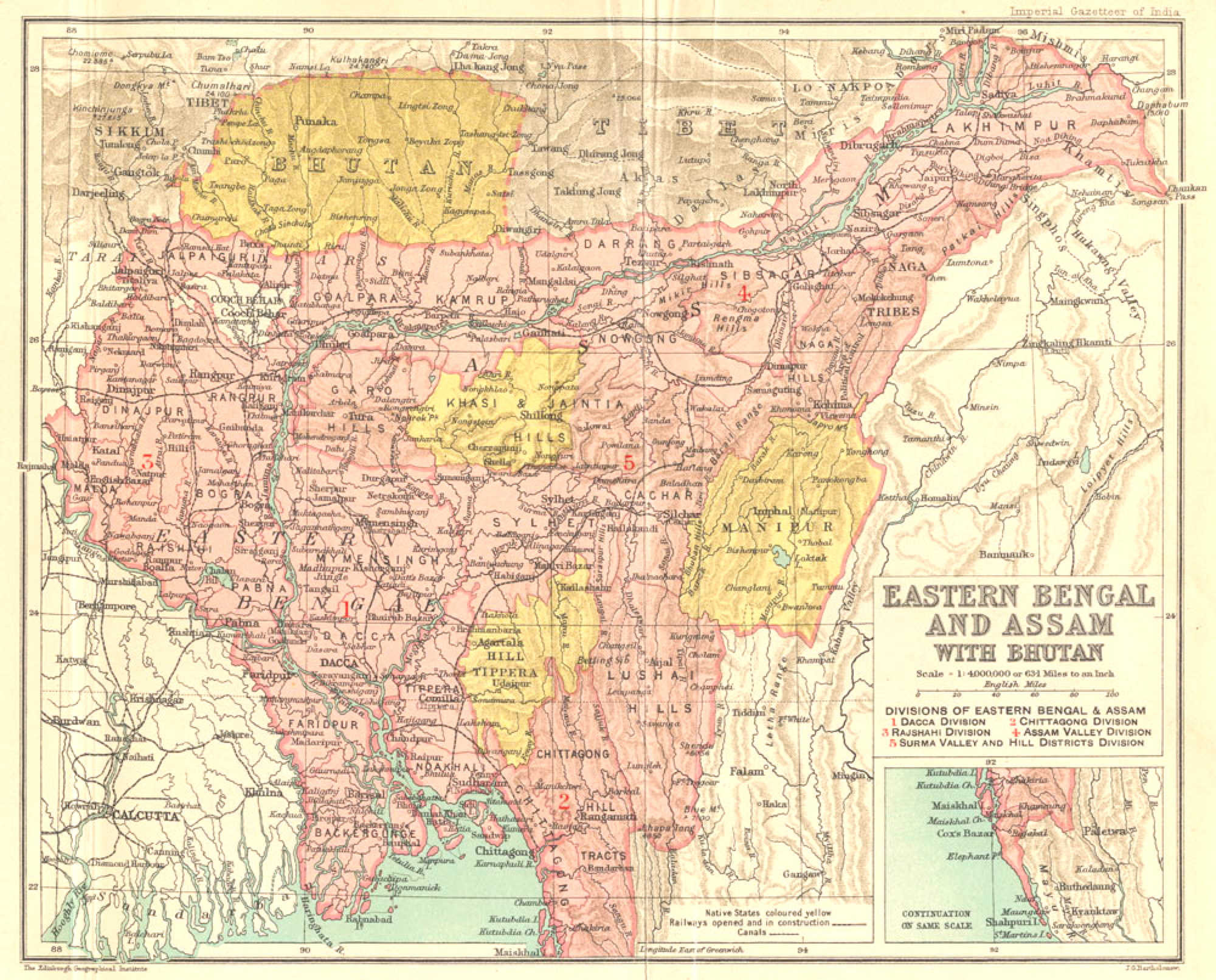
Karte der Provinz Ostbengalen und Assam aus der Imperial gazetteer of India 1907 (nach der Teilung Bengalens 1905). Das Gebiet der späteren North East Frontier Agency ist als Teil Tibets dargestellt

Die Grenze zwischen Britisch-Indien und China war lange Zeit nicht vertraglich geregelt. Es bestand auch keine zwingende Notwendigkeit hierzu, da der Himalaya-Gebirgszug eine natürliche Grenzlinie bildete und die in den Berggebieten lebenden Stammesvölker eine weitgehende Unabhängigkeit wahrten und weder die britische, noch die chinesische Regierung ein größeres Interesse an den unzugänglichen Bergregionen zeigten. Im Zeitalter des Imperialismus Ende des 19. Jahrhunderts kam es zu zunehmenden Spannungen zwischen dem Vereinigten Königreich und Russland aufgrund der kontinuierlichen russischen Expansion in Zentralasien, Persien und China. In der Anglo-Russischen Konvention (1907) wurde ein Ausgleich zwischen beiden Mächten über die gegenseitigen Interessen in Tibet erzielt. Beide Vertragspartner verpflichteten sich zur Erhaltung des territorialen Status quo und zum Verzicht auf weitere territoriale Expansion. 1912 wurde das Kaiserreich China zur Republik. In der Folge erklärte sich Tibet für unabhängig, was allerdings von China nicht anerkannt wurde. In einer Konferenz in der Sommerresidenz des britisch-indischen Vizekönigs in Shimla versuchten das Vereinigte Königreich, China und Tibet sich über den Status Tibets zu einigen. Der Vertragsentwurf dieser sogenannten Shimla-Konvention sah vor, dass das „äußere“ Tibet (die Region Amdo) Teil Chinas bleiben solle, während „Zentraltibet“ (die Region Ü-Tsang) ein unabhängiger Staat unter chinesischer Oberhoheit sein sollte. Erstmals wurde auch die Grenze zwischen Tibet und Britisch-Indien festgelegt. Die Grenzlinie verlief deutlich nördlicher als bisher, entlang der sogenannten McMahon-Linie (nach dem britischen Außenminister Henry McMahon) auf dem Himalaya-Hauptkamm. Der Vertragsentwurf wurde am 3. Juli 1914 zwar von den britischen und tibetischen, aber nicht vom chinesischen Bevollmächtigten unterzeichnet, der die Konferenz vorzeitig verließ.
Nur wenige Wochen nach dem Shimla-Abkommen brach der Erste Weltkrieg aus und der Fokus des Weltinteresses wurde auf andere Ereignisse gelenkt. Die Problematik der Nordostgrenze Britisch-Indiens geriet weitgehend in Vergessenheit. Die Briten publizierten auch nicht offiziell den Vertragstext der unvollständig ratifizierten Konvention und bis in die 1930er Jahre war die McMahon-Linie auf den Karten der Survey of India nicht eingezeichnet, wohl mit Rücksicht anfangs auf Russland und später auf China, das seinerseits auf seinen Karten das Gebiet weitgehend als weiterhin zu China gehörig kennzeichnete. Die neu gewonnenen nordöstlichen Grenzgebiete wurden durch die britische Kolonialverwaltung nicht als volle Provinz (Province), sondern nur als Gebiete (Tracts) locker organisiert, und den dort lebenden Stämmen wurde eine weitgehende Selbstverwaltung belassen, ähnlich wie das bei der North Western Frontier Agency (heute in Pakistan: Khyber Pakhtunkhwa) der Fall war. Administrativ wurde die Region weiter untergliedert in die Verwaltungseinheiten Balipara Frontier Tract, Sadiya Frontier Tract und Tirap Frontier Tract.
Die Grenze nach Tibet blieb weiterhin durchlässig und tibetische Behörden trieben noch lange nach dem Jahr 1914 weiterhin Steuern und Abgaben im Bezirk Tawang ein. 1938 veröffentlichen die Briten erstmals offiziell Details der Abmachungen von Shimla und untermauerten damit ihren Anspruch. Mit der zunehmenden Expansion Japans in Ostasien und der damit einhergehenden Bedrohung der britischen Kolonialbesitzungen in Süd- und Südostasien wuchs auch die militärstrategische Bedeutung der Region und sie wurde insbesondere in den Kriegsjahren während der japanischen Besetzung Burmas administrativ zunehmend erschlossen.

### Im unabhängigen Indien 1947–1972

Der Bundesstaat Assam im Jahr 1950. In der indischen Verfassung wurden für die sogenannten Stammesgebiete (tribal areas) in Assam Sonderregelungen getroffen. Die Stammesgebiete wurden im Anhang 6 (sixth schedule) Abschnitt A und B (Part A & B) der Verfassung spezifiziert

Nach der Unabhängigkeit Indiens kam das Gebiet der NEFT zunächst zu Assam. 1947 bis 1950 wurde es direkt durch den Gouverneur von Assam verwaltet. Die 1950 in Kraft getretene Verfassung der Republik Indien sah eine besondere Verwaltung für die Stammesgebiete im Nordwesten Indiens vor. Im Anhang 6 der Verfassung wurde diese geregelt. Aus der NEFT mit den Verwaltungseinheiten Balipara Frontier Tract, Abor Hills district, Mishmi Hills district (letztere beide entstanden durch Teilung des Sadiya Frontier Tract), und den Naga-Stammesgebieten (Naga Tribal Area) weiter südlich wurde 1951 die North-East Frontier Agency (NEFA) gebildet. Die Administration der NEFA wurde mit dem North East Frontier (Administration) Regulation, 1954 Act, der am 19. Januar 1954 in Kraft trat, neu geordnet. Dabei wurden Arbor Hills District in Siang Frontier Division, und Mishmi Hills District in Lohit Frontier Division umbenannt. Die Naga Tribal Area wurde in Tuensang Frontier Division umbenannt, 1957 mit den Naga Hills vereinigt und zum neuen Unionsterritorium Nagaland umgewandelt. Die NEFA unterstand direkt durch den Gouverneur von Assam, der seinerseits durch den indischen Staatspräsidenten ernannt wurde. Für die Belange der NEFA war nicht das Innen-, sondern das Außenministerium zuständig. Die besondere Verwaltungsstruktur wurde mit der strategischen Bedeutung der Region gerechtfertigt, und außerdem mit dem Argument, dass das Gebiet erst entwickelt werden müsse, bevor es vollständig in das „fortgeschrittenere“ Assam integriert werden könne.
Die anfänglich guten diplomatischen Beziehungen zwischen der 1949 gegründeten Volksrepublik China, die 1950 Tibet besetzt hatte, und Indien verschlechterten sich zusehends, nachdem China bekannt gab, dass es eine Straße durch Aksai Chin, das nach indischer Lesart zu Indien gehörte, gebaut hatte, und nachdem Nehru 1959 dem Dalai Lama politisches Asyl in Indien gewährte. Im Jahr 1962 kam es zum Indisch-Chinesischen Grenzkrieg, mit einem chinesischen Überraschungsangriff auch auf dem Gebiet der NEFA. Die chinesische Volksbefreiungsarmee eroberte in Kürze nahezu das das gesamte Gebiet der NEFA, zog sich jedoch nach kurzer Zeit wieder hinter die MacMahon-Linie zurück.
1965 wurden die Zuständigkeiten für die Gebiete der NEFA vom indischen Außen- in das Innenministerium verlagert. 1972 ordnete die Regierung von Indira Gandhi die administrativen Verhältnisse im Nordosten Indiens neu. Von Assam wurden die Gebiete von Meghalaya, Mizoram und das Gebiet der NEFA abgetrennt und alle drei wurden zu Unionsterritorien umgewandelt. Das Gebiet der NEFA erhielt den Namen „Arunachal Pradesh“ und erlangte mit Datum des 20. Februar 1987 den Status eines Bundesstaats.